# De schone slaapster (ballet)
De schone slaapster (Frans: La Belle au bois dormant; Russisch: Спящая красавица, Spiashaja krasavitsa) is een klassiek ballet in drie bedrijven. Het Mariinskiballet bracht het stuk in première op 15 januari 1890, in het Mariinskitheater te Sint-Petersburg. Het libretto werd geschreven door Ivan Vsevolosjki naar het 17e-eeuwse sprookje De schone slaapster van Charles Perrault. De oorspronkelijke choreografie is van Marius Petipa op muziek die Pjotr Iljitsj Tsjaikovski voor het ballet componeerde.
De schone slaapster was de tweede van drie balletten waarvoor Tsjaikovski de score componeerde en wordt algemeen als zijn meest geraffineerde balletcompositie gezien. Het is een van de bekendste balletten geworden en zit nog steeds in het repertoire van hedendaagse compagnieën.

## Verhaal

### Proloog

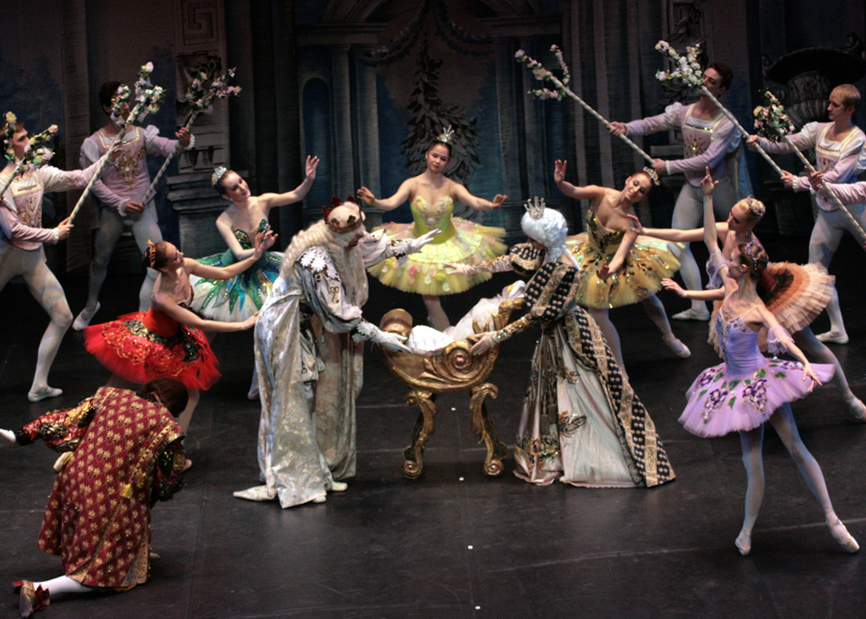
Het koninklijk echtpaar en de feeën rond Aurora's kribbe. Links staat Catalabutte en rechts de Seringenfee. (Nationaal Ballet van de Opera van Kiev, 2011)

Een luxueuze setting aan een 17e-eeuws hof. Edellieden brengen hulde aan koning Florestan XXIV en de koningin op het doopfeest van hun dochter, Aurora. Ook de feeën van het koninkrijk komen naar het feest. Iedere fee spreekt een spreuk uit over de kleine prinses. Ze verzekeren dat Aurora zal opgroeien tot de mooiste vrouw, de meest gracieuze danseres, de zangeres met de zoetste stem en de meest briljante instrumentalist. Eén fee danst meer behaaglijk dan de rest, de Seringenfee. De ceremoniemeester, Catalabutte, ontvangt haar met een diepere buiging dan die waarmee hij de andere gasten begroette. Al de feeën brengen gezamenlijke een dans, bijgestaan door hun pages. Daarna volgt voor iedere fee een solo.
De vrolijke atmosfeer wordt brutaal gebroken door de komst van de slechte fee Carabosse. Zij is chagrijnig omdat ze niet is uitgenodigd. Carabosse eist een verklaring van het koninklijk echtpaar. Zij wijzen naar Catalabutte, die verantwoordelijk was voor de gastenlijst. Na kort met de ceremoniemeester af te rekenen, legt ze een vloek op het kind. Aurora zal op haar zestiende verjaardag haar vinger prikken aan een spoel en sterven. De Seringenfee, die haar geschenk nog moet geven, verzacht de vloek. De prinses zal niet sterven, maar belanden in een slaap van honderd jaar. Uit die slaap zal ze ontwaken door de kus van een prins.

### 1e-3e bedrijf

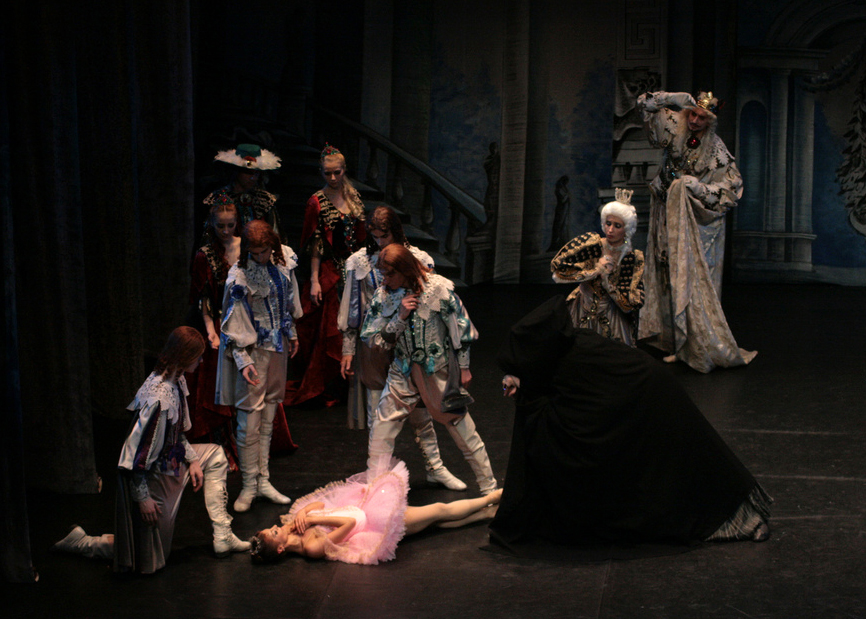
Aurora is ingestort na het prikken van haar vinger. De gesluierde Carabosse bekijkt het resultaat van haar vloek. (Nationaal Ballet van de Opera van Kiev, 2011)

Het eerste bedrijf beslaat Aurora's zestiende verjaardag. Catalabutte ontdekt enkele boerenvrouwen die aan het breien zijn en verwittigt de koning. Koning Florestan wil de vrouwen streng veroordelen, maar de koningin overtuigt hem om genadig te zijn. Daarop brengen de dorpelingen een wals (de herkenbare Guirlandewals). Dan maakt de prinses een levendige opkomst. Vier prinsen komen uit verre landen om haar het hof te maken. Om de beurt ondersteunen de prinsen haar dans. Eén prins ondersteunt haar nogmaals en heft haar omhoog. Aurora danst dan de tuin in. Wanneer ze opnieuw verschijnt, levert ze nog meer klassieke dans.
Een gesluierde vreemdeling (Carabosse) komt op en biedt Aurora een spoel aan. De prinses, die nog nooit een spoel zag, is verwonderd om het geschenk. Voor iemand haar kan tegenhouden, heeft ze zich al geprikt. De pijn bouwt zich geleidelijk aan op tot een waanzinnige dans. De razernij houdt op wanneer Aurora instort. Het is alsof ze dood is. De Seringenfee verschijnt en spreekt een spreuk uit. Het hele kasteel valt in slaap en verdwijnt achter een doornenwoud.
Het tweede bedrijf opent honderd jaar later, in de 18e eeuw, en toont prins Désiré. Hij is aan het jagen met zijn gezelschap, maar verveelt zich. Na een gefaalde poging om de prins te entertainen met dans, vraagt Désiré het gezelschap om te vertrekken. De Seringenfee bezoekt de prins en vertelt hem over de slapende Aurora. In een visioen ziet hij de prinses. Ze danst sprankelend, maar ontwijkend. Désiré is op slag verliefd. Hij vraagt de Seringenfee om hem tot bij Aurora te brengen. De Seringenfee begeleidt daarop de prins naar het kasteel. In de tweede scène die volgt, kust prins Désiré de slapende Aurora. Hij breekt de vloek en zij ontwaakt. 
Het derde bedrijf omvat Aurora's trouwerij. Onder de gasten bevinden zich tal van sprookjesfiguren, zoals de gelaarsde kat, Assepoester en Roodkapje. Zelfs Carabosse is aanwezig. Er is in Doornroosje echter geen trouwfeest. Het ballet vervangt hier het narratief door enkele divertissements van klassieke dans door de gasten. Dit bedrijf bevat ook een pas de deux met de dans van de Blauwe Vogel. Helemaal op het einde verschijnt Apollo in Louis XIV-stijl kostuum, omringd door de feeën.

## Personages

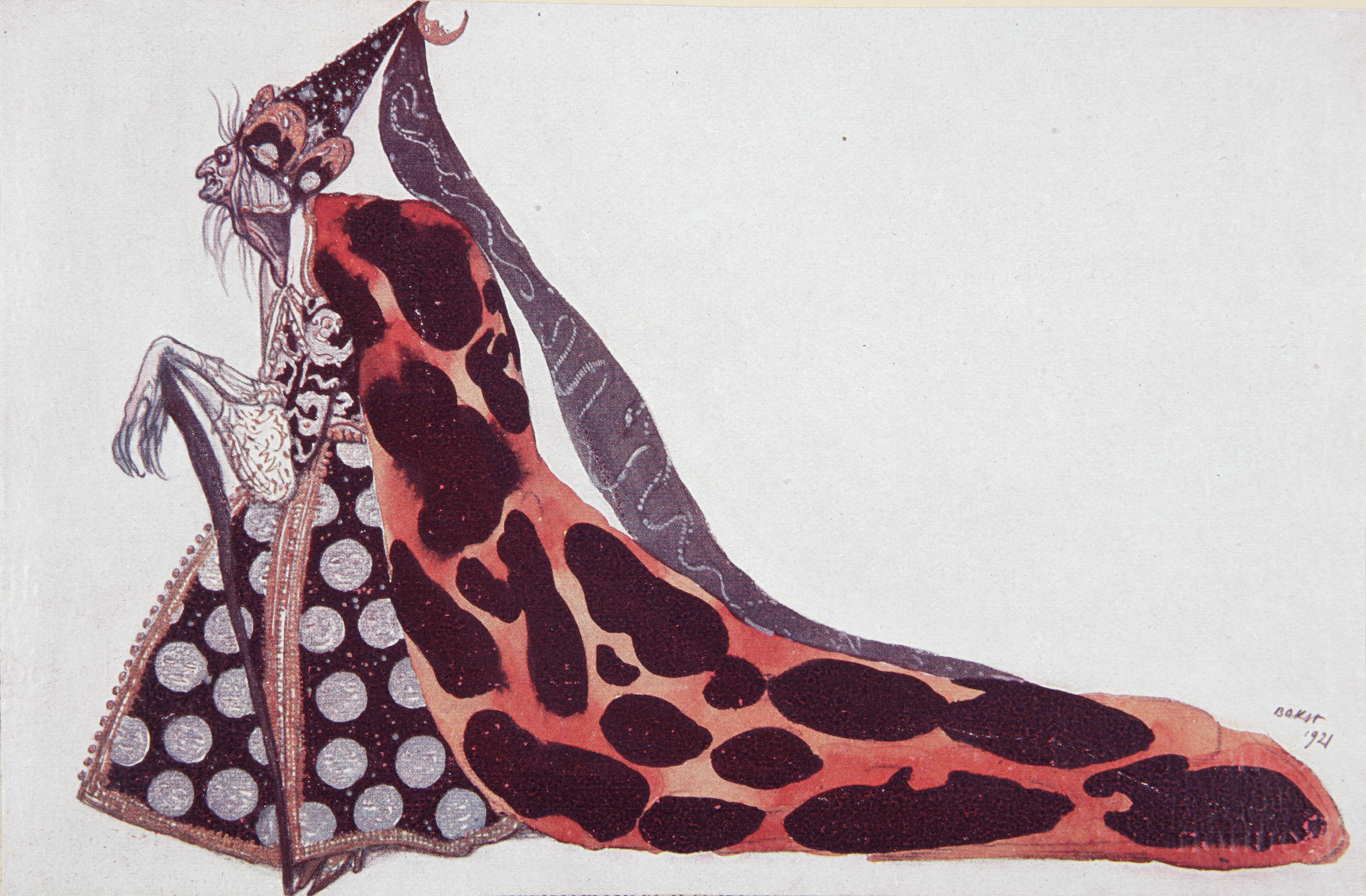
De kwade fee Carabosse zoals ontworpen door Léon Bakst voor de productie van de Ballets Russes in 1921.

De volgende personages zijn van belang in Doornroosje:
- Koning Florestan XIV - De vader van Aurora.
- De koningin - De moeder van Aurora.
- Prinses Aurora - De prinses van het verhaal. Op haar zestiende verjaardag voltrekt zich een vloek.
- Catalabutte - De ceremoniemeester op het doopfeest van Aurora. Hij vergat de boze fee uit te nodigen.
- De feeën - Vijf feeën die de kleine prinses geschenken brengen. Hun namen en geschenken variëren per productie.
- De Seringenfee - De goede fee in het verhaal. Zij verzacht de vloek en brengt prins Désiré bij Aurora.
- Carabosse - De kwade fee. Zij verloekt Aurora omdat ze niet op het doopfeest is uitgenodigd.
- De vier prinsen - Vier prinsen uit verre landen die Aurora het hof maken op haar zestiende verjaardag.
- Prins Désiré - De held van het verhaal. Hij kust Aurora wakker en breekt zo de vloek.
- Gallifron - De leermeester van prins Désiré.
- De Blauwe Vogel en prinses Florine - gasten op het huwelijk met een prominente dansrol.
- Overige sprookjesfiguren uit verhalen van Perrault; onder meer de gelaarsde kat, Assepoester, Roodkapje en de wolf.

De kwade fee Carabosse wordt soms gespeeld door een man in vrouwenkledij. Dit was onder meer het geval in de vroegste opvoeringen. Zowel de oorspronkelijke productie van het Mariinskiballet als de eerste versie van het Bolsjojballet hadden een mannelijke danser voor de rol. Die keuze wordt geacht aan te sluiten bij een lelijke en misvormde fee. Carabosse heeft dan ook vaak een lange kin of neus en geklauwde handen. Ondanks de diversiteit aan menselijke karakteristieken, blijven uitvoeringen van De schone slaapster op dit stereotype bouwen. De choreografie van Marcia Haydée uit 1987 geeft Carabosse echter een prominante dansrol. De kwade fee is er een androgyne figuur die zowel kracht als elegantie uitstraalt.
Prins Désiré draagt sporen van de serieuze minnaar uit de commedia dell'arte. Hij gedraagt zich altijd waardig en drukt zijn liefde voor Aurora uit met heldere gebaren.

## Choreografie

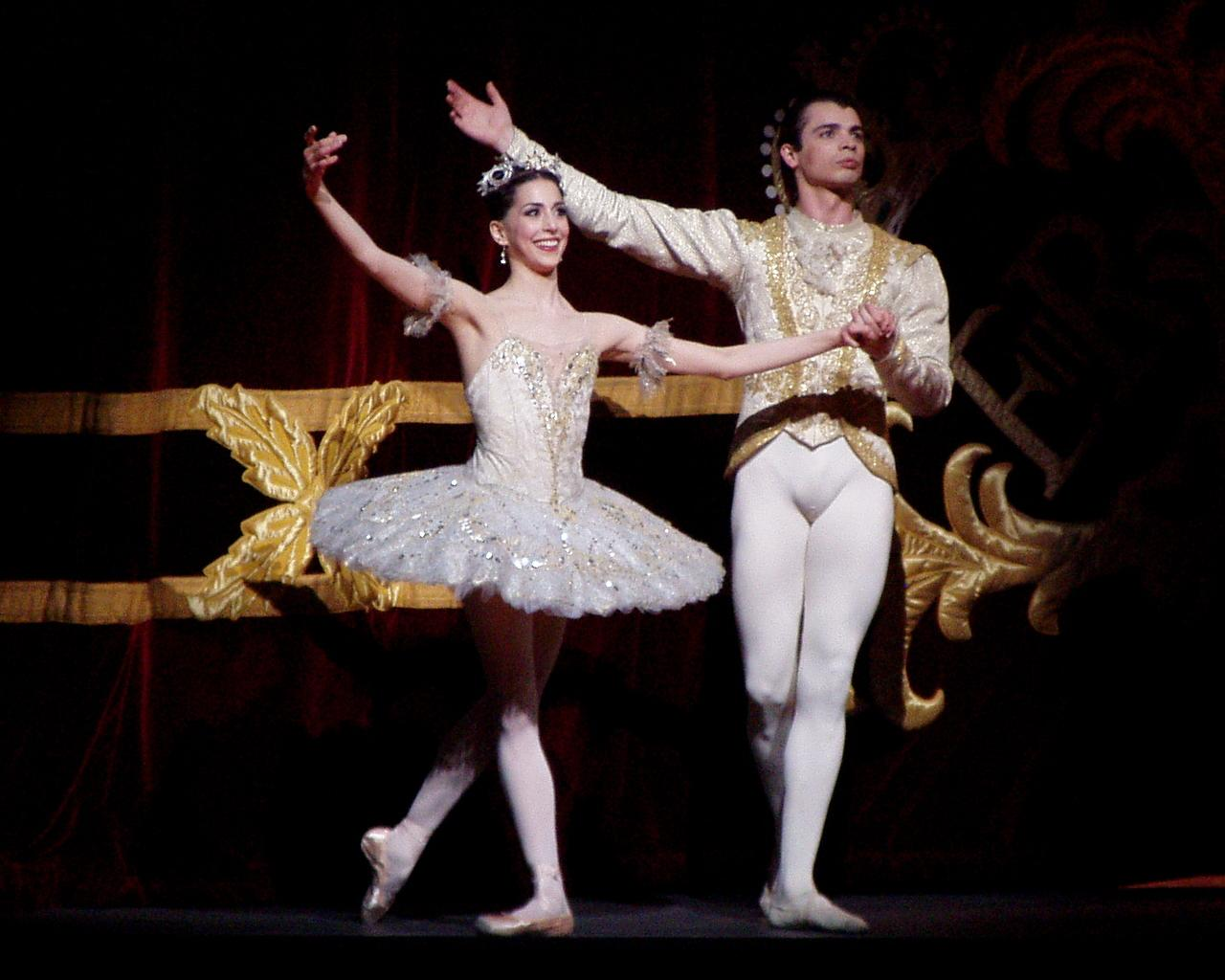
Alexandra Ansanelli als Aurora en David Makhateli als Désiré (Royal Ballet, 2008)

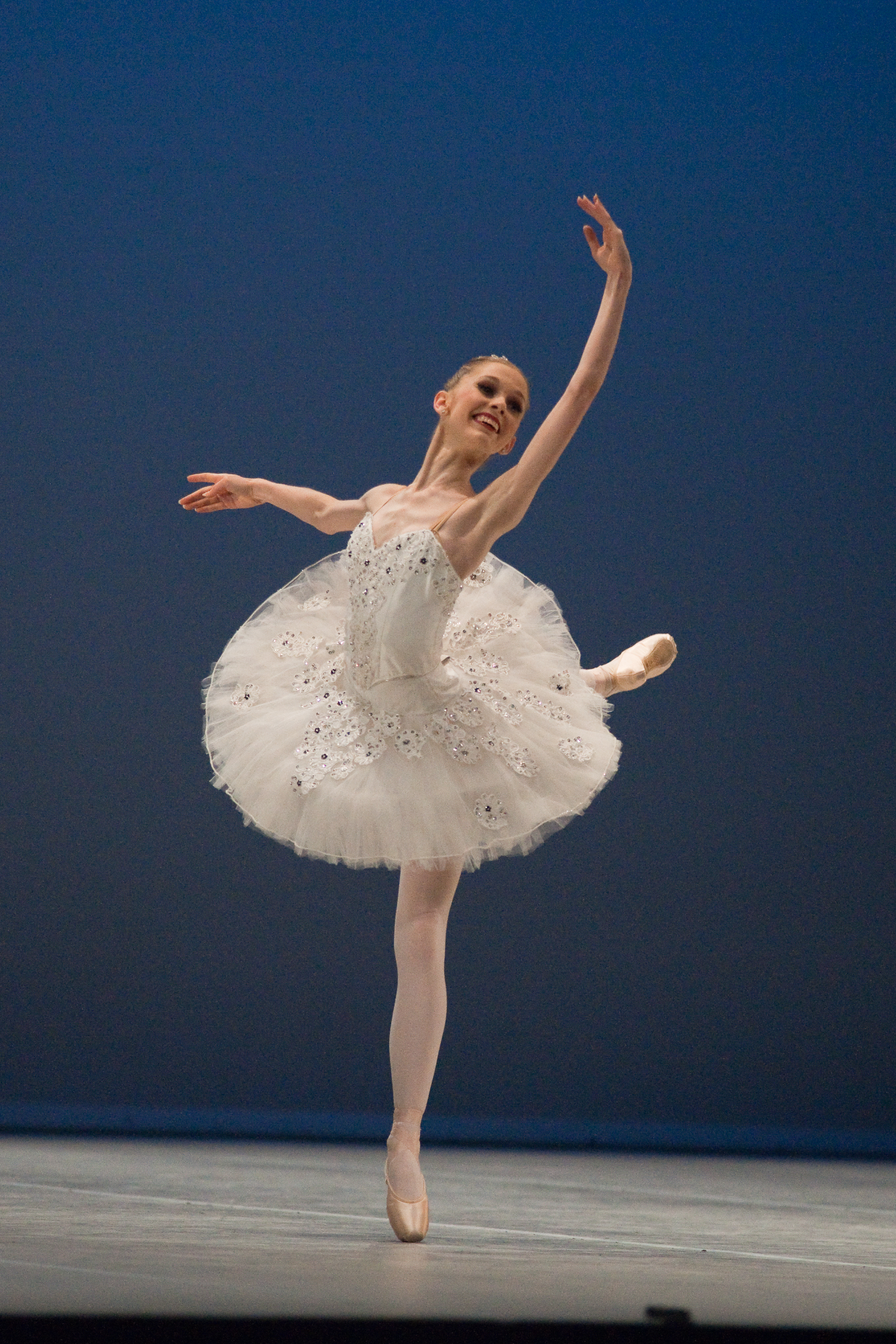
Emily Smith in een attitude tijdens een van Aurora's variaties (Prijs van Lausanne, 2010)

De originele choreografie bij De schone slaapster is van Marius Petipa. De balletmeester werkte nauw samen met Tsjaikovski en weerspiegelde de lichtheid en variatie van zijn compositie. Het ballet biedt een lange reeks divertissements van klassieke dans. Het stuk is dus ideaal voor zogenaamde 'zuivere dans' waarbij de plot waar het ballet zich op baseert naar de achtergrond verdwijnt. In het derde bedrijf is die beweging weg van dramatische eenheid het meest duidelijk. De schone slaapster ontwikkelt zich op die manier van een ballet d'action naar heus klassiek ballet. Critici hekelen weleens de veelheid aan divertissements en processies. Petipa erkende echter dat dit is wat het publiek van hem verwachtte. De divertissements op Aurora's trouwfeest doen ook denken aan de entrée seuls uit het vroeg ballet dat aan het hof van Lodewijk XIII opgevoerd werd. De choreografie weerspiegelt zo de periode waarin in het verhaal zich afspeelt.
Petipa benadrukte in zijn notities voor het ballet hoe belangrijk het voor hem was om de stijlperiode te vatten. Ook het verstrijken van de honderd jaar tijdens Aurora's slaap maakte hij zichtbaar. Er is het al vermelde stilistisch verschil in de hofdansen voor en na de slaap. In de scènes van ballet d'action, waar klassieke mime een rol speelt, trekt Petipa dit door. Zo is er een contrast tussen de grote gebaren van de 17e-eeuwse ceremoniemeester Catalabutte en de keurige gebaren van de 18e-eeuwse leermeester van prins Désiré. In de 18e-eeuwse setting van het derde bedrijf is ook de pols van bijzonder belang. Deze wordt uitdrukkelijk gebruikt in het zwaaien met zakdoeken, kanten franjes en waaiers.
Voor de productie van De schone slaapster door de Ballets Russes in 1921 werden delen toegevoegd van De notenkraker, een ander ballet van Petipa en Tsjaikovski.

### Variaties en rollen
De proloog geeft veel tijd aan de dans van de feeën. Hun bewegingen bestaan voornamelijk uit pirouettes en arabesques sur la pointe. Na een gezamenlijk optreden krijgt iedere fee een variatie (solo). De Seringenfee, met de grootste rol, danst niet bij haar optreden in het tweede bedrijf. Wel heeft ze ook daar een moeilijke rol. Ze moet de goede fee blijven, charmant en aardig, maar toch bescheiden. De kwade fee Carabosse drukt haar haat uit met veel achterwaartse beweging. Zij maakt in de proloog het gebaar voor 'haat' wanneer ze haar lichaam optrekt terwijl ze met geklauwde handen door het haar gaat alvorens die krachtig neer te laten.
De choreografie van prinses Aurora is beïnvloed door de ballerina die de rol voor het eerst danste, Carlotta Brianza. In het eerste bedrijf maakt de prinses een levendige entree. Daarna begint ze aan de rozenadagio, een van de moeilijkste enchaînements in ballet. Bij de rozenadagio danst Aurora om de beurt met de vier prinsen die haar het hof maken. Iedere prins maakt eerst het gebaar voor 'dans'. Daarbij draaien de handen een cirkel rond elkaar boven het hoofd en opent de danser zijn armen wijd terwijl hij een stap terug zet. Na die uitnodiging ondersteunt de prins Aurora bij vier pirouettes die eindigen in een arabesque. Prinses Aurora beantwoordt de liefde van een van de prinsen door hem een roos toe te werpen. Dit gebaar stamt uit de commedia dell'arte en geeft de adagio zijn naam. Ter afsluiting ondersteunt de uitgekozen prins Aurora in een serie van arabesques en heft haar de hoogte in. Daarop volgt nog een variatie voor de prinses. Tijdens de rozenadagio voert de ballerina de pirouettes traag uit en houdt ze de arabesques aan. Dit is wat de enchaînement zo moeilijk maakt. In het derde bedrijf danst Aurora nog een grand variation.
Een bekende pas de deux uit het stuk is de dans van de Blauwe Vogel. Hierin dansen de Blauwe Vogel en prinses Florine samen. De pas de deux neemt de klassieke vorm aan die Petipa verkiest: een entree en adagio, een variatie voor de danseur noble (mannelijke rol), een variatie voor de ballerina, en een gezamenlijke coda ter afsluiting. De Blauwe Vogel krijgt hier cabrioles en andere figuren van grande élévation. De ballerina danst voornamelijk pirouettes. Er is ook een gebruik van de fouetté in harmonie met de rest van de dans. Enrico Cecchetti danste bij de première van het ballet als de Blauwe Vogel. Cecchetti was een verdediger van mannelijke dans en drukte zijn stempel op de rol.
De dans van enkele sprookjesdieren op het huwelijk, zoals de wolf van Roodkapje, vindt zijn oorsprong in Europese volksdans en de figuur van de harlekijn.

## Muziek

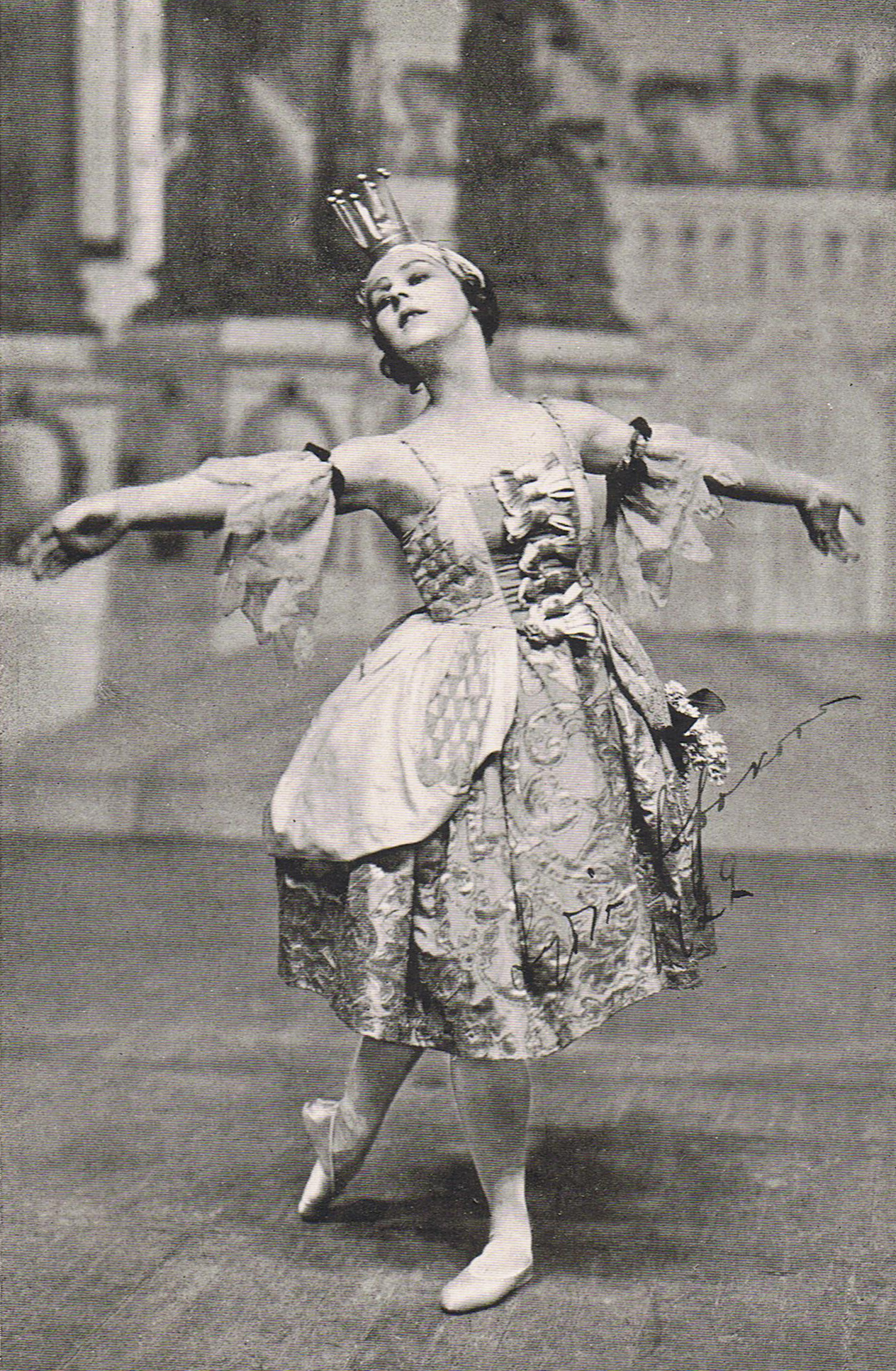
Lydia Lopokova als de prinses Aurora in The Sleeping Beauty (Ballets Russes, 1921)

Ivan Vsevolosjki vroeg in 1888 aan Pjotr Iljitsj Tsjaikovski om een score voor zijn ballet te componeren. De choreograaf van De schone slaapster, Marius Petipa, gaf zelf ook richtlijnen voor de muziek mee. Hij wou in de scènes d'action bijzondere aandacht voor de timing en frasering van de gebaren. Hiertoe maakte de balletmeester aantekeningen in bij het libretto waarmee Tsjaikovski aan de slag ging. Petipa vroeg om aan ieder gebaar vier maatslagen te koppelen en de muziek een 2/4 maatsoort te geven. De score kent een rijke variatie aan ritmische melodie. Zowel de Seringenfee als de kwade fee Carabosse hebben een leidmotief. De afwisseling tussen de muzikale begeleiding van beide feeën drukt de strijd tussen goed en kwaad uit. Dit thema domineert het ballet tot aan het derde bedrijf. Vanaf dan valt de focus in de compositie op het individueel karakter van de hofdansen.
Tsjaikovski zou dit zelf de beste van al zijn balletcomposities gevonden hebben. Aan het eind van de 19e eeuw was goede balletmuziek een uitzondering. Vaak leverde de score niet meer dan begeleiding. De nauwe samenwerking tussen de componist en de choreograaf paste de muziek voor De schone slaapster beter aan het ballet aan. Het stuk verbeterde ook de houding bij componisten ten aanzien van het aanleveren van balletmuziek.
Igor Stravinsky herwerkte de score voor de uitvoering van De schone slaapster door de Ballets Russes in 1921. Hij voegde toen delen toe van De notenkraker, een andere balletcompositie van Tsjaikovski.

### Instrumentatie
| Instrumentatie van De schone slaapster                                                                                     |
| Houtblazers |
| 1 piccolo, 2 dwarsfluiten, 2 hobo's, 1 althobo, 2 klarinetten (in la en si mol), 2 fagotten                                |
| Koperblazers |
| 4 hoorns (in fa), 2 kornetten (in la en si mol) , 2 trompetten (in la en si mol), 3 trombones (2 tenoren en 1 bas), 1 tuba |
| Snaarinstrumenten |
| harp, piano, eerste violen, tweede violen, altviolen, cello's, contrabassen                                                |
| Slagwerk |
| pauken, basdrum, kleine trom, cymbalen, tamtam, tamboerijn, triangel, glockenspiel                                         |

## Kostuums en decor

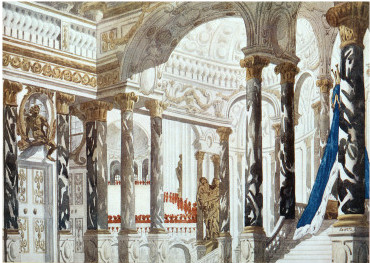
Het decor van Léon Bakst (1921) voor de proloog toont het interieur van een barokke paleis

Ivan Vsevolosjki ontwierp zelf de kostuums voor De schone slaapster. Ook choreograaf Marius Petipa drukte zijn stempel op het ontwerp. In zijn notities voor het ballet gaf hij aan dat het verschil in setting voor en na Aurora's honderdjarige slaap duidelijk moet zijn in de kostumering.. Opmerkelijk is dat het ballet oorspronkelijk in de Valois-periode werd geplaatst. Pas in latere producties speelde het verhaal zich af in het barokke Europa van Lodewijk XIV. Het decor voor de oorspronkelijke productie toonde dan ook een realistisch Renaissancepaleis. De sets waren ontworpen door Henrich Levogt (proloog), Ivan Andrejev (1e bedrijf), Michail Botsjarov (1e-2e bedrijf) en Matvej Sjisjkov (3e bedrijf).
Russisch kunstenaar Léon Bakst voorzag de productie van de Ballets Russes uit 1921 van nieuwe decors en kostuums. Zijn sets tonen de rijkdom van Versailles onder Lodewijk XIV. Bakst consulteerde voor zijn werk setontwerpen voor ballet en theater uit de 18e eeuw. De decors van Bakst verwijzen naar de Bibiena-familie, architecten en kunstenaars bekend om hun barokke paleizen en paleistuinen, en naar architect Lodovico Burnacini. Ook in zijn kostuumontwerp is een historische invloed zichtbaar. De 18e-eeuwse chinoiserie van kostuumontwerper Jean Baptiste Martin, onder meer voor de balletopera Les Indes galantes, inspireerde Bakst. Dit is sterk zichtbaar in het kostuum voor de porseleinen prinses.
De revival van De schone slaapster door het Sadler's Wells Ballet in 1946 werd ook van nieuwe inkleding voorzien. De ontwerper, Oliver Messel, zag het barokke sprookjeslandschap door de ogen van Rococo-kunstenaars als Jean Antoine Watteau en Jean-Honoré Fragonard. Zijn sets toonden gevederde bomen, fonteinen en symmetrische rondbogen tegen een bauwgrijze lucht. Zijn kostumering voor de hovelingen bestond uit kleurige jurken met doordringende ornamenten: lichtblauw overlegd met goud en zilver en mauve overlegd met oranje en vermiljoen. De breiende vrouwen gingen gekleed in eenvoudige zwarte jurken en de walsende dorpelingen droegen aardetinten groen, geel en rood. In de jachtscène van het tweede bedrijf domineerden roze, scharlaken, blauwe en gele kledij. Messels inkleding werd slecht ontvangen bij de Parijse première van Sadler's Wells' productie in 1956.

Kostuums ontworpen door Léon Bakst
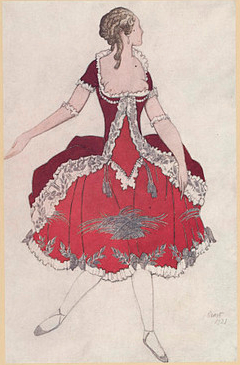
Prinses Aurora
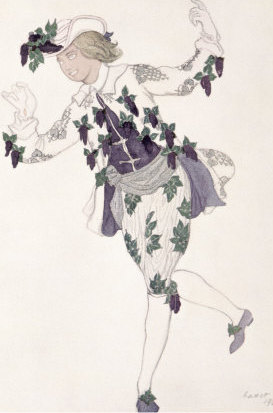
Page voor de Seringenfee
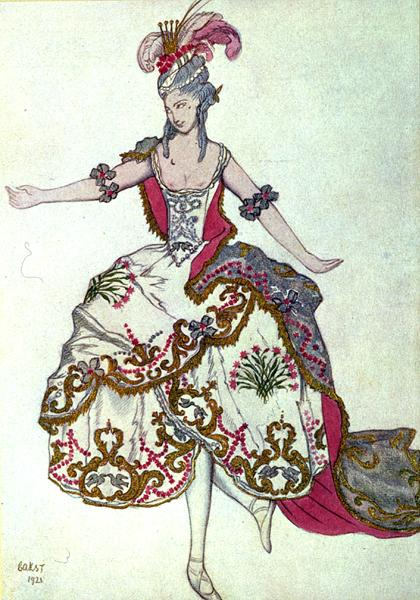
De anjerfee
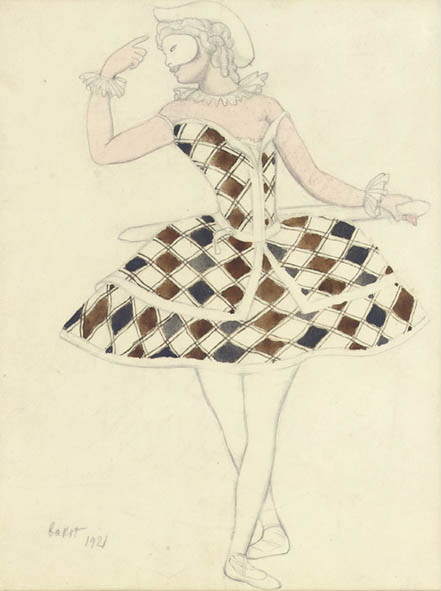
Columbine
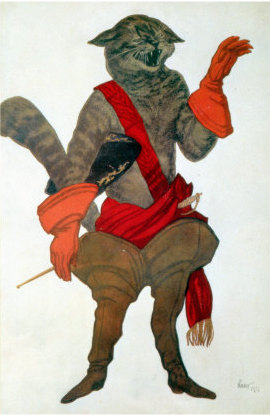
De gelaarsde kat
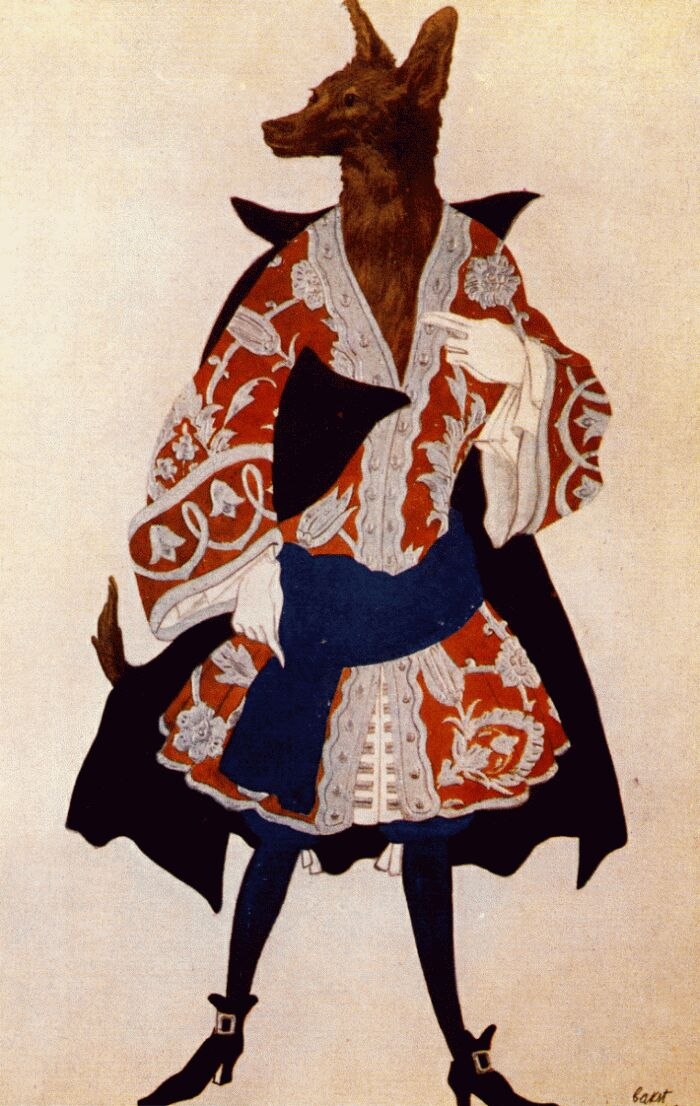
De boze wolf
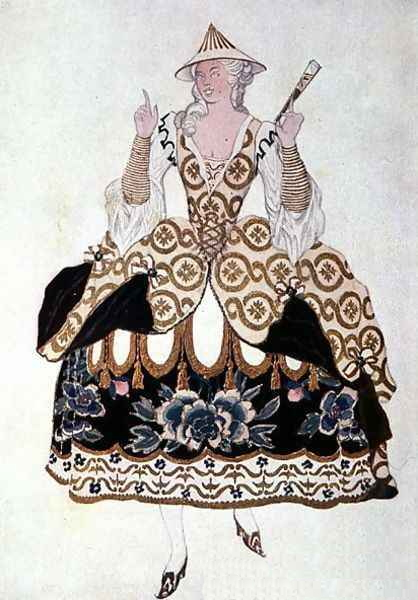
De porseleinen prinses

## Producties

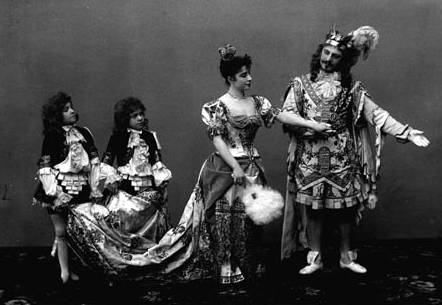
Carlotta Brianza als Aurora en Pavel Gerdt als Désiré in het derde bedrijf (Mariinskiballet, 1890)

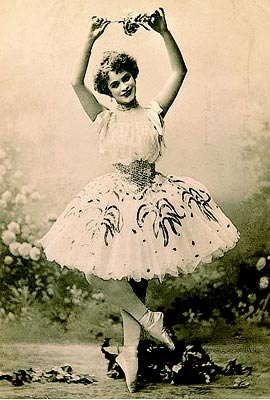
Roslavleva als Aurora (Bolsjojballet, 1899)

### Originele productie
De directeur van het Mariinskitheater, Ivan Vsevolosjki, benaderde in 1888 Pjotr Iljitsj Tsjaikovski voor het componeren van een ballet. Aanvankelijk ging het over een stuk op basis van de Germaanse mythe over de Ondine. Later werd besloten dat het ballet Charles Perraults sprookje De schone slaapster zou volgen. Vsevolosjki baseerde het libretto op Dornröschen, de versie die is opgetekend door de gebroeders Grimm. Daarin overleeft het koninklijk echtpaar de honderdjarige slaap van Aurora en vieren ze de bruiloft mee. Het ballet wijkt verder van het oorspronkelijke verhaal af met de inclusie van sprookjesfiguren uit andere verhalen van Perrault als gasten op het trouwfeest.
Vsevolosjki lag met De schone slaapster mee aan de basis van de vorming van een heuse school van Russisch ballet. Een eerste element hierin was de intense samenwerking tussen de componist en de choreograaf, Marius Petipa. Vsevolosjki introduceerde ook Italiaanse artiesten. Carlotta Brianza danste de rol van Aurora en Enrico Cecchetti trad op als de kwade fee Carabosse en de Blauwe Vogel. Marie Petipa, de dochter van de choreograaf, nam in de eerste productie de rol van Seringenfee op zich. Pavel Gerdt danste als prins Désiré. De schone slaapster werd voor het eerst opgevoerd in het Mariinskitheater te Sint-Petersburg op 15 januari 1890.
Het ballet zoals het in première ging, duurt bijna vier uur. Zonder intermezzo's neemt het stuk nog steeds drie uur in beslag. Latere producties korten het daarom vaak in. De ballerina Anna Pavlova zag De schone slaapster op jonge leeftijd. Die ervaring stimuleerde haar om zelf te gaan dansen.

### Latere producties
Het Bolsjojballet bracht De schone slaapster voor het eerst naar Moskou in 1899. De ballerina's Ljoebov Roslavleva en Gratsjevskaja dansten respectievelijk als Aurora en de Seringenfee. Vasilij Geltser nam de rol van Carabosse op en Ivan Khljustin speelde prins Désiré.
Een belangrijke productie van De schone slaapster is de bewerking door de Ballets Russes uit 1921. De herwerking ging in première in het Alhambratheater onder de titel De slapende prinses. Het ging om meer dan een heropvoering. Grote sommen geld werden aan de productie besteed. Léon Bakst ontwierp geheel nieuwe kostuums en sets. De rol van Aurora werd gedeeld door vier ballerina's: Vera Trefilova, Ljoebov Jegorova, Lydia Lopokova en Olga Spessivtseva. Dit was tot dan toe ongezien. Carlotta Brianza, die in de oorspronkelijke productie nog in haar eentje Aurora danste, nam hier de rol van Carabosse op. Ondanks de vele moeite was De slapende prinses commercieel een flop. De Ballets Russes zou op dit moment verlieslatend geweest zijn indien Gabrielle 'Coco' Chanel de compagnie niet sponsorde. Ballethistorici wijten de gebrekkige appreciatie voor de productie aan de lengte van het stuk. Het publiek was toen gewoon een variëteit van twee tot vier korte balletten te zien per avond. Een volledige uitvoering botste dus met de heersende smaak.
In 1924 bracht de Ballets Russes een ingekorte versie onder de titel Aurora's trouwfeest. Deze uitvoering van 45 minuten bracht het volledige derde bedrijf, aangevuld met materiaal uit de rest van het ballet. Bronislava Nijinska herbekeek hiervoor de originele choreografie van Petipa. Ze behield de introductie en pas de six uit de proloog. Uit het tweede bedrijf bleven de dansen van de hertoginnen en markiezen bewaard, alsook de mazurka. Nadien brengen veel compagnieën een ingekorte versie.
Het Sadler's Wells Ballet bracht een opmerkelijke versie in het Royal Opera House in 1946. Deze compagnie bracht De schone slaapster al eerder, maar gebruikte toen voor het eerst nieuwe kostuums en decors van Oliver Messel. Deze productie heette De schone slaapster en werd ook voorzien van een groter orkest. De rol van Aurora werd net als bij de Ballets Russes gedeeld door verschillende ballerina's. Margot Fonteyn, Pamela May en Moira Shearer namen afwisselend de rol op zich. Violetta Prokhorova danste na de première de variatie en pas de deux van de Blauwe Vogel als prinses Florine.
In 1987 bewerkte de Braziliaanse choreografe Marcia Haydée het stuk voor het Stuttgarter Ballett. Zij gaf Carabosse een centrale dansrol. De introductie van een krachtige en elegante Carabosse, ontworpen voor Richard Cragun, werd door critici goed ontvangen. Ballet Vlaanderen voerde deze productie op in 2006, 2012 en 2016. Alain Honorez danste daarbij de rol van Carabosse.
In 1996 creëerde de Zweedse choreograaf Mats Ek een nieuwe versie, Dornröschen getiteld, voor het Hamburg Ballet. Deze versie werd ook door andere gezelschappen uitgevoerd, waaronder het Cullberg Ballet.